# Carex austro-occidentalis
Carex austro-occidentalis là một loài thực vật có hoa trong họ Cói. Loài này được F.T.Wang & Tang ex Y.C.Tang mô tả khoa học đầu tiên năm 2000.